# Korbmarkt

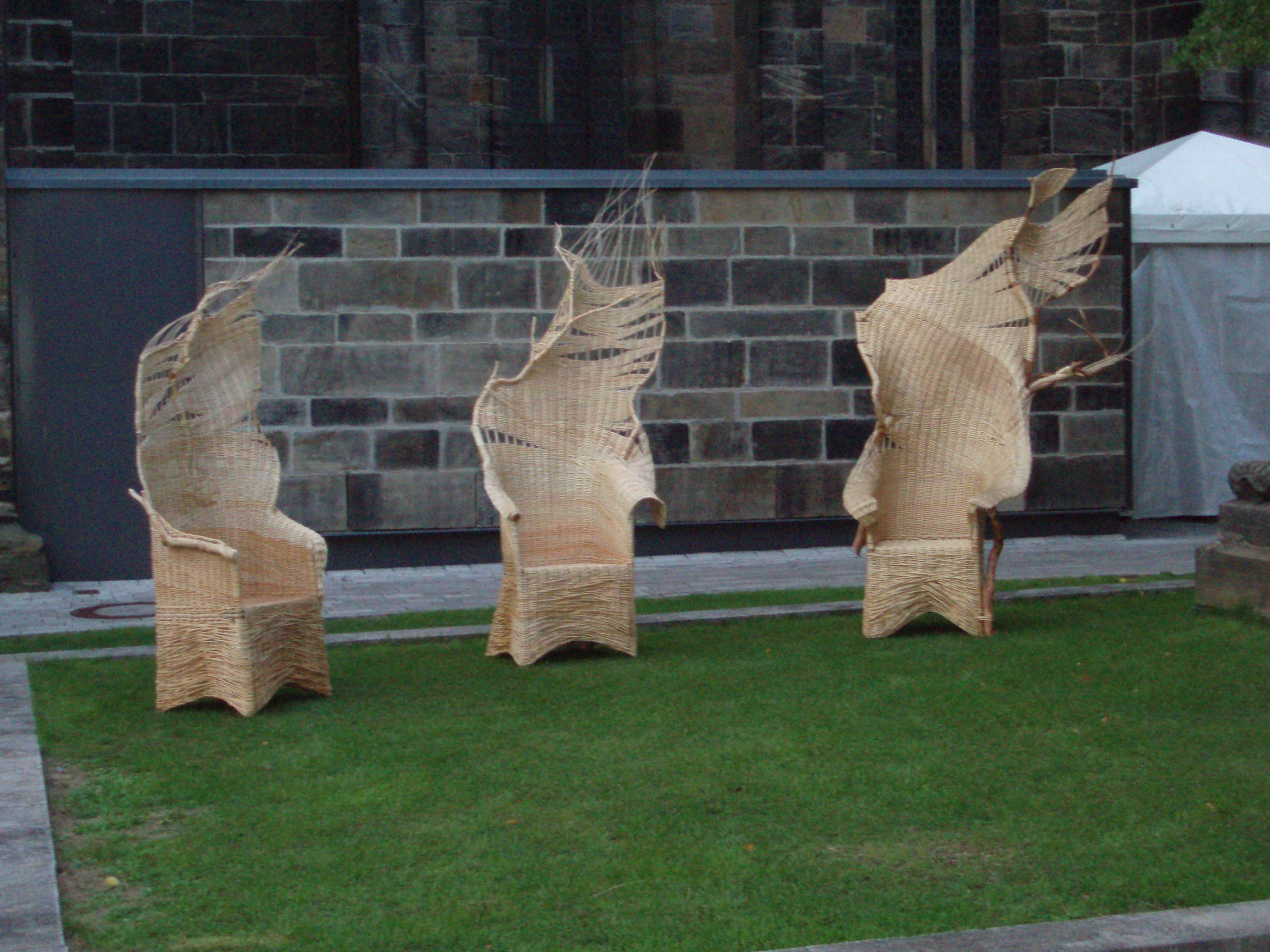
Korbmarkt Lichtenfels 2008: Drei Korbstühle

Der Korbmarkt ist eine jährlich um den dritten Sonntag im September stattfindende Markt- und Festveranstaltung in Lichtenfels (Oberfranken) im Norden Bayerns.
Die Stadt Lichtenfels will damit ihre Rolle als Zentrum der Korbflechterbranche sowie ihre touristische Anziehungskraft stärken. Aus dem In- und Ausland nutzen Hersteller und Händler von Korbflechterzeugnissen die Veranstaltung als Branchenschaufenster und Verkaufsmöglichkeit für ihre Produkte.
Der erste Korbmarkt fand im Oktober 1980 statt; seither finden die Korbmärkte stets am dritten Wochenende im September statt.
Der Markt wird von der Bundesinnung für das Flechthandwerk unterstützt und von der Werbegemeinschaft Stadtmarketing Lichtenfels und der Stadt Lichtenfels getragen.